# Alturas
Alturas város az Amerikai Egyesült Államok Kalifornia államában, Modoc megyében, melynek megyeszékhelye is. Lakosainak száma 2715 fő (2020. április 1.).

## Népesség
A település népességének változása:

| 2010 | 2 827 |
| 2020 | 2 715 |